# Skald

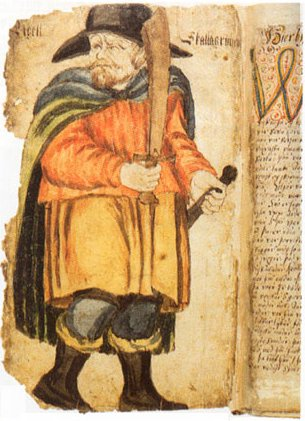
Egil Skallagrímsson v manuskriptu ze 17. století

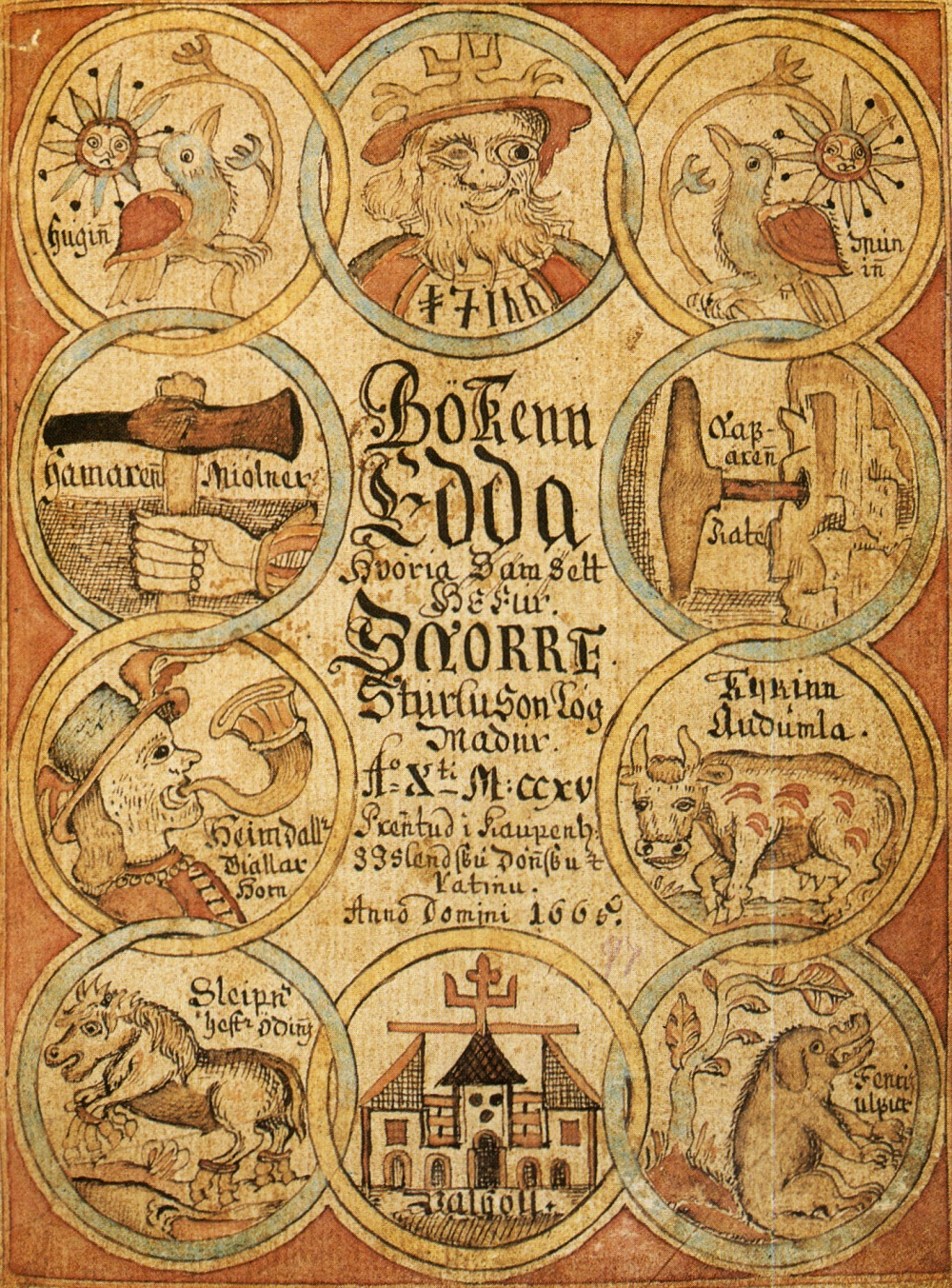
Prozaická Edda, důležitý pramen poznání skaldské poezie

Skaldi (staroseversky skáld) byli dvorští básníci, kteří působili za doby vikinské ve Skandinávii, zejména v Norsku a na Islandu. Skaldská poezie je jednou z hlavních složek staroseverské literatury.

## Skaldi
Skald byl zpravidla členem královské či jarlovy družiny, jejichž činy měl za úkol básnicky zaznamenávat a zvěčňovat. V době neexistence historiografie tak zastával i úlohu jakéhosi kronikáře. Za tuto práci byl bohatě odměňován; skaldi se obecně těšili veliké cti a vážnosti. Nebyli však vázáni na jediného chlebodárce: např. Einar Skúlason takto posloužil hned sedmi panovníkům.

## Skaldská poezie
Skaldská poezie je ryze severský fenomén, ke kterému nenacházíme v jiných literaturách paralely. Vyznačuje se velmi přísnou metrikou, volným slovosledem a nadobyčejným užíváním básnických opisů.
Literární příručky rozlišují 4 etapy skaldského básnictví:

- archaické (9. století)
- klasické (10.–11. století)
- pozdní (12.–13. století)
- úpadkové (14. století)

### Skaldské metrum
Výjimečně používá skaldská poezie i eddické metrum či jemu podobný kviðuháttr (pevněji regulovaný fornyrdðislag); hlavním skaldským metrem je však ještě náročnější dróttkvaett neboli dvorské metrum.
Dróttkvaett má osmiveršovou strofu, z nichž každá v ideálním případě sestává ze 6 slabik (3 přízvučné a 3 nepřízvučné). Vždy dva verše spolu aliterují; krom toho má každý řádek ještě vnitřní rým (alespoň jedna stejná souhláska, případně i samohláska). Výjimečně se vyskytuje i koncový rým.

### Formy, slovosled a básnické opisy
Skaldská báseň příležitostného charakteru tvořená jednou či dvěma strofami se nazývá lausavísa. Pokud se strofy sdružovaly v delší básně, vznikl flokkr či vznešenější drápa, která měla také refrén.
Míra užívání básnických opisů je zcela výjimečná. Skaldi užívali jednak heiti, tj. jednoslové poetismy (např. mlat místo kladivo), jednak kenningy čili víceslovné substantivní opisy: např. lyže moře namísto loď; takový kenning ale mohl být opsán dalším, tedy např. válečník může být hybatel tance trnů ran. Často se také opisovalo pomocí jmen pohanských bohů, a to i po přijetí křesťanství.
Slovosled je ve skaldské poezii volný, což působí při čtení originálu velké potíže: věty a jejich části sebou navzájem všemožně prostupují. Musíme si však uvědomit že 1) skaldská poezie nebyla určena k tichému čtení, 2) vyžádala si to přísná metrická pravidla, neboť kdyby byl slovosled pevný, byla by prakticky nesplnitelná.

## Někteří významní skaldi
- Bragi Boddason „Starý“, nejstarší známý skald (snad 1. pol. 9. stol.), autor Ragnarsdrápy, drápy na jarla Ragnara Lódbrokka.
- Þjóðólfr z Hvinu (1. pol. 10. stol.), autor básně Haustlöng (popis mytologické scény na štítu); Snorri mu připisuje i Posloupnost Ynglingů,, z níž vychází ve své Sáze o Ynglinzích.
- Thorbjörn (Þorbjörn) Hornklofi (1. pol. 10. stol.) z okruhu krále Haralda Krásnovlasého, autor „havraní“ drápy.
- Þórvaldr Hjaltason (10. století), skald švédského krále Erika Vítězného.
- Eyvindr Finnsson neboli Skáldaspillir (Kaziskald), autor Písně o Hákonovi (Hákonarmál) v eddickém metru a písně Háleygjatal
- Egill Skallagrímsson (10. století), nejvýraznější islandský skald a komplikovaná osobnost, autor básní Sonatorrek (Ztráta synů), Höfudlausn (Výkup hlavy) a Arinbjarnarkviða (Báseň o Arinbjörnovi)
- Kormákr Ögmundarson (10. století), ojedinělý milostný skald; jeho verši je z větší části tvořena Sága o Kormákovi
- Eilífr Goðrúnarson (2. pol. 10. stol.), autor Þórsdrápy
- Hallfreðr Óttarsson (2. pol. 10. stol.), „Svízelný skald“ - kvůli nechuti stát se křesťanem; skald krále Olava Tryggvasona
- Einar Helgason (2. pol. 10. stol.)
- Král Harald I. Krásnovlasý
- Sighvatr Þórdarson (1. pol. 11. stol.), skald Olava Haraldssona Svatého, hojně citovaný ve Snorriho sáze o Sv. Olavu.
- Arnór Þórðarson) (11. století), zvaný Skald jarlů (orknejských).
- Einar Skúlason (12. století), autor básně Paprsek (Geisli), drápy na Sv. Olava
- Snorri Sturluson (1178–1241) byl islandský historik, politik, učenec a ve své Eddě se zabývá skaldským básnictvím teoreticky.